# Let Me Live (canção de Rudimental e Major Lazer)
"Let Me Live" é uma canção da banda inglesa de drum and bass Rudimental com o trio de DJs jamaicano-americano Major Lazer, apresentando os vocais da cantora inglesa Anne-Marie e do cantor nigeriano Mr Eazi. A canção foi lançada como um download digital no dia 15 de junho de 2018, servindo como terceiro single do terceiro álbum de estúdio do Rudimental, Toast to Our Differences (2019). A canção foi escrita por Thomas Wesley Pentz,  Philip Meckseper, Jasper Helderman, Kesi Dryden, Piers Aggett, Amir Amor, Leon Rolle, Cesar Ovalle Jr., Bas van Daalen, Oluwatosin Oluwole Ajibade e Anne-Marie.

## Fundo
"Começamos essa música quando o Mr Eazi veio a Londres e fez uma sessão conosco", disse o grupo ao Clash Music. “Acabamos mudando a tonalidade e levamos Anne-Marie para o estúdio, o que levou a música a um nível totalmente novo. Depois, acabamos enviando-a para nossos amigos Major Lazer, que voaram para Londres para trabalhar conosco. Depois disso, ouvimos que Ladysmith Black Mambazo estava na cidade e eles acabaram gravando os BVs no meio do oitavo. Novamente, essa faixa resume o tema do álbum - temos influências da África Ocidental, da África do Sul, do Reino Unido e dos Estados Unidos. É muito divertido tocá-la ao vivo!"

## Lista de faixas
| Digital download |                                          | |                        |         |  |
| N.º              | Título                                   | Compositor(es) | Produtor(es)           | Duração |  |
| 1.               | "Let Me Live" (com Anne-Marie e Mr Eazi) | Thomas Wesley Pentz Philip Meckseper Jasper Helderman Kesi Dryden Piers Aggett Amir Amor Leon Rolle Cesar Ovalle Jr. Bas van Daalen Oluwatosin Oluwole Ajibade Anne-Marie | Rudimental Major Lazer | 3:25    |  |

| My Nu Leng Remix |                                                                       |         |  |
| N.º              | Título                                                                | Duração |  |
| 1.               | "Let Me Live" (com Anne-Marie, Mr Eazi e Double E [My Nu Leng Remix]) | 3:22    |  |

| M-22 Remix |                                                       |         |  |
| N.º        | Título                                                | Duração |  |
| 1.         | "Let Me Live" (com Anne-Marie e Mr Eazi [M-22 Remix]) | 3:52    |  |

| Banx & Ranx Remix |                                                              |         |  |
| N.º               | Título                                                       | Duração |  |
| 1.                | "Let Me Live" (com Anne-Marie e Mr Eazi [Banx & Ranx Remix]) | 2:57    |  |

| Acoustic |                                                     |         |  |
| N.º      | Título                                              | Duração |  |
| 1.       | "Let Me Live" (com Anne-Marie e Mr Eazi [Acoustic]) | 3:38    |  |

| Remix EP       |                                                                          |         |  |
| N.º            | Título                                                                   | Duração |  |
| 1.             | "Let Me Live" (com Anne-Marie & Mr Eazi [M-22 Remix])                    | 3:52    |  |
| 2.             | "Let Me Live" (com Anne-Marie & Mr Eazi [Banx & Ranx Remix])             | 2:57    |  |
| 3.             | "Let Me Live" (com Anne-Marie, Mr Eazi & D Double E) [My Nu Leng Remix]) | 4:22    |  |
| 4.             | "Let Me Live" (com Anne-Marie & Mr Eazi [2Fox Remix])                    | 6:38    |  |
| 5.             | "Let Me Live" (com Anne-Marie & Mr Eazi [Two Can Remix])                 | 2:52    |  |
| Duração total: | Duração total:                                                           | 19:21   |  |

## Desempenho nas tabelas musicais
| Tabela Musical (2018)                             | Melhor posição |
| ------------------------------------------------- | -------------- |
| Austrália (ARIA)                                  | 77             |
| Bélgica (Ultratop 50 de Flandres)                 | 16             |
| Bélgica (Ultratip Bubbling Under da Valônia)      | 32             |
| Croácia Airplay (HRT)                             | 44             |
| Escócia (Scottish Singles Chart)                  | 29             |
| Eslováquia (Rádio Top 100)                        | 72             |
| Estados Unidos (Billboard Dance/Electronic Songs) | 20             |
| Irlanda (IRMA)                                    | 43             |
| Países Baixos (Dutch Top 40)                      | 28             |
| Países Baixos (Single Top 100)                    | 73             |
| Reino Unido (UK Singles Chart)                    | 42             |
| Reino Unido (UK Dance Chart)                      | 7              |
| Romênia (Airplay 100)                             | 54             |
| Suécia (Sverigetopplistan)                        | 2              |
| Suíça (Schweizer Hitparade)                       | 99             |

| Tabela musical (2018)                     | Posição |
| ----------------------------------------- | ------- |
| Bélgica (Ultratop Flanders)               | 75      |
| US Hot Dance/Electronic Songs (Billboard) | 96      |

| Tabela musical (2019) | Posição |
| --------------------- | ------- |
| Portugal (AFP)        | 2070    |

## Certificações
| País                                                                        | Certificação | Certificações e vendas |
| --------------------------------------------------------------------------- | ------------ | ---------------------- |
| Austrália (ARIA)                                                            | Ouro         | 35,000^                |
| Reino Unido (BPI)                                                           | Prata        | 200,000^               |
| ^apenas com base na certificação ‡vendas+streaming com base na certificação |              |                        |